# Challenger de Qarshi
El Karshi Challenger es un torneo profesional de tenis que pertenece al ATP Challenger Series. Se juega desde el año 2007 sobre pistas duras en Qarshi, Uzbekistán. 

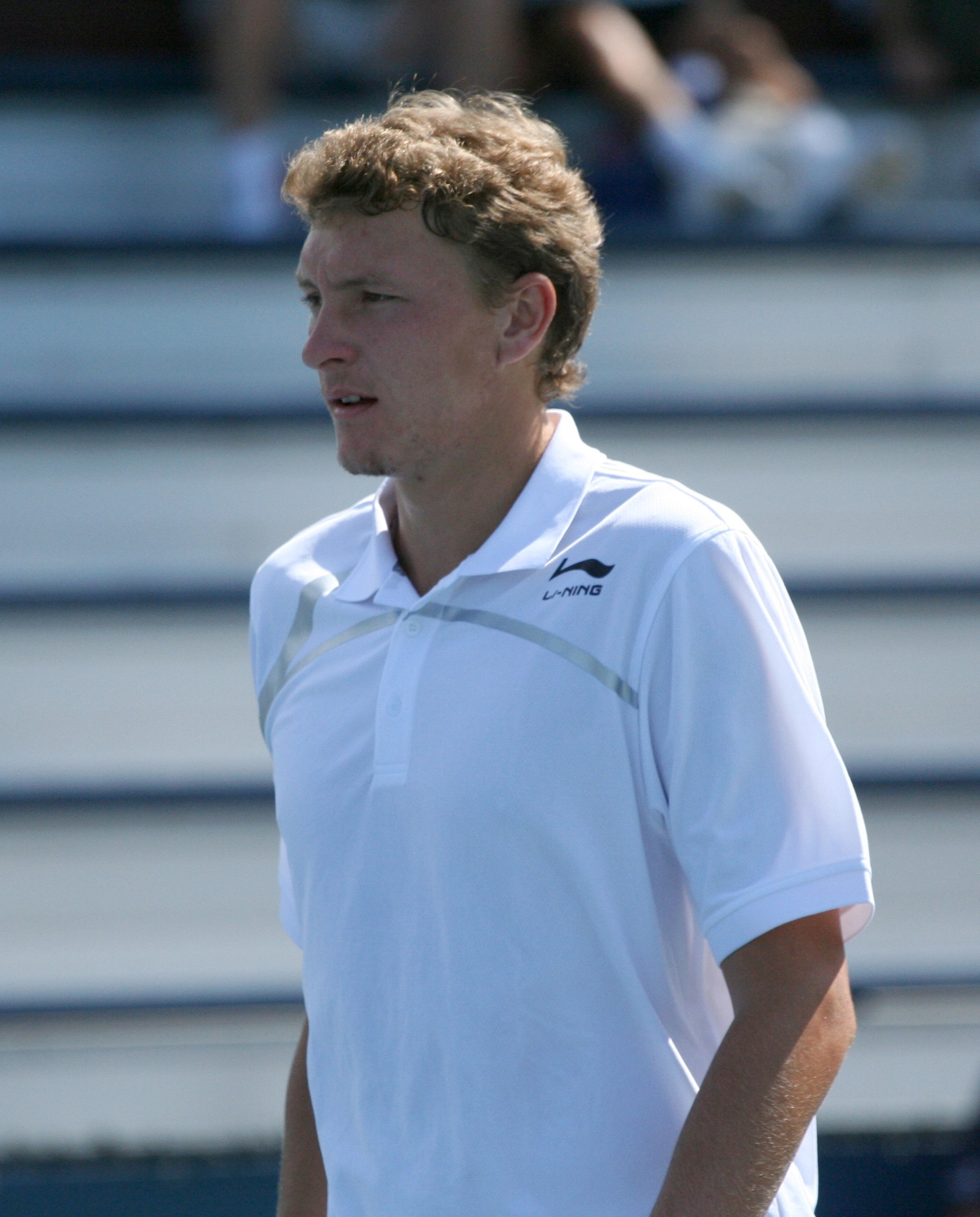
El uzbeko Denis Istomin triple campeón del torneo en los años 2007, 2008 y 2011.

## Palmarés

### Individuales
| Año  | Campeón              | Finalista        | Resultado      |
| ---- | -------------------- | ---------------- | -------------- |
| 2017 | Egor Gerasimov       | Cem İlkel        | 6–3, 7–64      |
| 2016 | Marko Tepavac        | Dudi Sela        | 2–6, 6–3, 7–64 |
| 2015 | Teymuraz Gabashvili  | Evgeny Donskoy   | 5–2 retiro     |
| 2014 | Nikoloz Basilashvili | Chase Buchanan   | 7-62, 6-2      |
| 2013 | Teymuraz Gabashvili  | Radu Albot       | 6-4, 6-4       |
| 2012 | Igor Kunitsyn        | Dzmitry Zhyrmont | 7-610, 6-2     |
| 2011 | Denis Istomin        | Blaž Kavčič      | 6-3, 1-6, 6-1  |
| 2010 | Blaž Kavčič          | Michael Venus    | 7-66, 7-65     |
| 2009 | Rainer Eitzinger     | Ivan Sergeyev    | 6-3, 1-6, 7-63 |
| 2008 | Denis Istomin        | Michail Elgin    | 6–3, 7–6(4)    |
| 2007 | Denis Istomin        | Marsel İlhan     | 6–1, 6–4       |

### Dobles
| Año  | Campeones                                 | Finalistas                              | Resultado       |
| ---- | ----------------------------------------- | --------------------------------------- | --------------- |
| 2017 | Denys Molchanov Sergiy Stakhovsky         | Kevin Krawietz Adrián Menéndez-Maceiras | 6–4, 7–67       |
| 2016 | Enrique López-Pérez Jeevan Nedunchezhiyan | Aleksandre Metreveli Dmitry Popko       | 6–1, 6–4        |
| 2015 | Yuki Bhambri Adrián Menéndez-Maceiras     | Sergey Betov Mikhail Elgin              | 5–7, 6–3, 10–8  |
| 2014 | Sergey Betov Alexander Bury               | Maoxin Gong Hsien-yin Peng              | 7–5, 1–6, 10–6  |
| 2013 | Chen Ti Guillermo Olaso                   | Jordan Kerr Konstantin Kravchuk         | 7–65, 7–5       |
| 2012 | Hsin-han Lee Hsien-yin Peng               | Brydan Klein Yasutaka Uchiyama          | 6–75, 6–4, 10–4 |
| 2011 | Michail Elgin Alexandre Kudryavtsev       | Konstantin Kravchuk Denys Molchanov     | 3–6, 6–3, 11–9  |
| 2010 | Maoxin Gong Zhe Li                        | Divij Sharan Vishnu Vardhan             | 6–3, 6–1        |
| 2009 | Sadik Kadir Purav Raja                    | Andis Juška Deniss Pavlovs              | 6–3, 7–64       |
| 2008 | Łukasz Kubot Oliver Marach                | Andreas Haider-Maurer Philipp Oswald    | 6–4, 6–4        |
| 2007 | Andrew Coelho Adam Feeney                 | Ivan Dodig Horia Tecău                  | 6–2, 3–6, 10–7  |